# Helianthus exilis
Helianthus exilis — вид квіткових рослин з родини айстрових (Asteraceae).

## Біоморфологічна характеристика
Це однорічник 30–100 см. Стебла (частіше червонуваті) прямовисні, запушені. Листки переважно стеблові; переважно чергуються; листкові ніжки 0.7–2.5 см; листкові пластинки від ланцетно-лінійних до ланцето-яйцюватих чи яйцюватих, 3–15 × 0.5–3 см, абаксіально залозисто-крапчасті; краї зазвичай цілі чи неглибоко зазубрені. Квіткових голів 1–7. Променеві квітки 10–13; пластинки 14–20 мм. Дискові квітки 50+; віночки 4–6 мм, частки червонуваті; пиляки червонувато-пурпурні. Ципсели (2.5)3–3.5(4) мм, голі. 2n = 34. Цвітіння: літо — початок осені.

## Умови зростання
Ендемік США (Каліфорнія). Населяє гравійні узбережжя на серпантині; 100–1400 метрів.

## Значущість
Цей вид є третинним генетичним родичем культивованого соняшнику Helianthus annuus. Крім того, рід Helianthus приваблює велику кількість місцевих бджіл.